# Pacto de Barrantes
El Pacto de Barrantes, también denominado Compromiso de Barrantes, hace referencia al acuerdo concertado el 25 de septiembre de 1930 entre varias figuras del galleguismo (Castelao, Otero Pedrayo) y del republicanismo de la época (Casares Quiroga, Villar Ponte, Portela Valladares) en el pazo de Barrantes (situado en Ribadumia, Pontevedra).
El Pacto de Barrantes fue, junto con el Pacto de Lestrove, en el que se acordó la constitución de la Federación Republicana Gallega, en marzo de 1930, y con el Banquete de Barxa, uno de los acontecimientos que preludian la proclamación de la Segunda República en el ámbito gallego.
En el documento firmado se afirmaba que la causa fundamental de los problemas de Galicia radicaba en el centralismo político y que la solución pasaba por su autonomía política y administrativa. Las fuerzas comprometidas en el pacto fijaron objetivos comunes, como la liquidación del caciquismo, la lucha contra todo régimen político que no emanase de la soberanía popular, la consecución de la autonomía, la cooficialidad del gallego y castellano, la galleguización de la universidad y la enseñanza en general, la liberación de la tierra y la dignificación social de las clases trabajadoras.
A través del Pacto se consagró, según algunos historiadores, la unificación del republicanismo gallego en torno a la figura de Casares Quiroga. Otros consideran que el galleguismo del documento se muestra remiso a decantarse claramente por el régimen republicano y que significó una vuelta atrás en la afirmación republicana como condicionante de la autonomía integral para Galicia.
Los subscriptores del compromiso representaban desde una buena parte de la intelectualidad de la época hasta élites profesionales urbanas, pasando por sectores políticos de ámbito local.
- Datos: Q3395583